# Амри, Шадли
Шадли́ Амри́ (араб. شادلي عامري‎, фр. Chadli Amri; 14 декабря 1984, Сент-Авольд, Франция) — алжирский футболист, полузащитник. Ныне — тренер.

## Карьера
Проведя свои юниорские футбольные годы в детско-юношеской школе при клубе «Мец», некоторое время он играл за любительский клуб «Ласкасбас», где его заметили скауты клуба «Саарбрюккен» и сделали Шадли предложение о переходе. Он согласился и выступал за дубль «Саарбрюккена» в течение сезона, по итогам которого перешёл в основу, забив в 25 играх 6 мячей.
Следующим летом он подписал 4-летний контракт с клубом «Майнц 05», в тот момент выступавшим во второй Бундеслиге. 3 марта 2010 года клуб распространил сообщение, что он не будет продлевать договор с игроком и что летом игроку придётся покинуть клуб. После этого Амри перешёл в «Кайзерслаутерн».
15 декабря 2011 года Амри уходит в аренду из «красных чертей» во «Франкфурт» до конца сезона. 26 февраля 2012 года, в игре Второй Бундеслиги против «Карлсруэ» Амри ломает ногу после столкновения с голкипером Дирком Орлисхаузеном, из-за чего пропускает весь оставшийся сезон.

## Личная жизнь
Его семья выросла в маленьком селении в вилайе Тлемсен, на самом западе Алжира. Впоследствии родители Амри переехали во Францию, где он и родился.